# Floresta de Epping

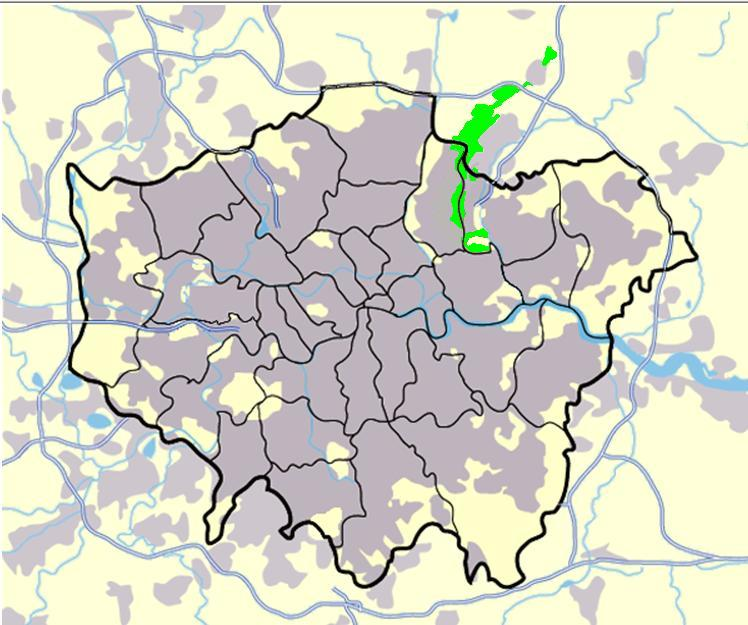
Localização da Epping Forest (em verde) na Grande Londres e Essex

A Floresta de Epping é uma área de floresta antiga que fica na fronteira entre a Grande Londres e Essex . A maior parte da floresta se estende da vila de Epping. Ao sul de Chingford, a floresta estreita-se e forma um corredor verde que se estende profundamente para o leste de Londres, até Forest Gate ; a posição da floresta dá origem ao seu apelido, o Cockney Paradise (Paraíso Cockney) .  É a floresta mais grande de Grande Londres. 

## Links externos
- As páginas oficiais da Epping Forest no site da cidade de Londres
- Fundo do Patrimônio da Floresta de Epping
- Epping Forest SSSI (Natureza Inglesa)
- Epping Forest por Sir Jacob Epstein na Tate Britain
- Fotos da Floresta de Epping em geograph.org.uk

1. ↑  «About the Forest». Epping Forest Heritage Trust. Consultado em 11 December 2022 Verifique data em: |acessodata= (ajuda)